# Tatalılar
Tatalılar è un comune dell'Azerbaigian situato nel distretto di Beyləqan. Conta una popolazione di 2 083 abitanti.